# Élections régionales de 2010 en Alsace
Pour un article plus général, voir Élections régionales françaises de 2010.
Les élections régionales ont eu lieu les 14 et 21 mars 2010. Dans un contexte national de forte poussée de la gauche, l'Alsace est considérée comme la seule région de france métropolitaine que la majorité présidentielle puisse conserver. Et si les sondages et les analystes politiques prédisent un score extrêmement serrée au second tour,,, finalement la majorité régionale sortante menée par le sénateur UMP Philippe Richert conserve la région avec un score légèrement supérieur à celui de 2004 avec 46,16 % des suffrages exprimés et 28 sièges sur 47.

## Mode d'élection
Le mode de scrutin est fixé par le code électoral. Il précise que les conseillers régionaux sont élus tous les six ans.
Les conseillers régionaux sont élus dans chaque région au scrutin de liste à deux tours sans adjonction ni suppression de noms et sans modification de l'ordre de présentation. Chaque liste est constituée d'autant de sections qu'il y a de départements dans la région.
Si une liste a recueilli la majorité absolue des suffrages exprimés au premier tour, le quart des sièges lui est attribué. Le reste est réparti à la proportionnelle suivant la règle de la plus forte moyenne. Une liste ayant obtenu moins de 5 % des suffrages exprimés ne peut se voir attribuer un siège.
Sinon on procède à un second tour où peuvent se présenter les listes ayant obtenu 10 % des suffrages exprimés. La composition de ces listes peut être modifiée pour comprendre les candidats ayant figuré au premier tour sur d’autres listes, sous réserve que celles-ci aient obtenu au premier tour au moins 5 % des suffrages exprimés et ne se présentent pas au second tour. À l’issue du second tour, les sièges sont répartis de la même façon.
Les sièges étant attribués à chaque liste, on effectue ensuite la répartition entre les sections départementales, au prorata des voix obtenues par la liste dans chaque département.

## Contexte régional
L'Alsace a, depuis l'élection  des conseils régionaux élus en 1986, toujours été dirigée par une majorité RPR-UDF puis UMP et par des présidents centristes ou de droite. Elle est la seule région à ne pas avoir été touchée par la « vague rose » aux élections de 2004. Lors de ces dernières, la liste d'union UMP-UDF menée par le président sortant de l'époque Adrien Zeller avait obtenu 34,06 % des suffrages au premier tour puis 43,48 % des voix et 27 sièges sur 47 au second dans une triangulaire l'opposant à la liste PS-Verts de Jacques Bigot (20,12 % au premier tour, 34,57 % et 12 élus au second) et au FN de Patrick Binder (18,58 % puis 21,95 % et huit sièges). Les deux conseils généraux du Bas-Rhin et du Haut-Rhin étant de même dirigés par des présidents UMP (Guy-Dominique Kennel en remplacement de Philippe Richert depuis 2008 avec une majorité de 32 conseillers généraux sur 43 dans le Bas-Rhin, Charles Buttner avec une majorité de 18 élus sur 31 dans le Haut-Rhin) tandis que la région ne compte depuis 2007 qu'un seul député PS (Armand Jung dans le Bas-Rhin) et seulement trois sénateurs de gauche sur un total de neuf (les socialistes Roland Ries dans le Bas-Rhin et Patricia Schillinger dans le Haut-Rhin, et le Vert Jacques Muller dans le Haut-Rhin), l'Alsace passe ainsi pour un fief de droite. Toutefois, celle-ci a perdu la capitale régionale, Strasbourg, aux municipales de 2008 au profit du PS Roland Ries (sa liste ayant obtenu au second tour 58,33 % des voix contre 41,77 % à celle du maire sortant Fabienne Keller). Par conséquent, la Communauté urbaine de Strasbourg a également basculé à cette occasion à gauche en portant à sa présidence le chef de l'opposition socialiste au conseil régional, Jacques Bigot.
La politique régionale a également été bouleversée par le décès, le 22 août 2009, d'Adrien Zeller, qui avait réussi à maintenir autour de lui l'ensemble des élus ex-UDF divisés depuis 2007 entre le Nouveau Centre et le MoDem. Le 14 septembre suivant, le 5e vice-président du conseil régional et maire UMP de Souffelweyersheim André Reichardt est élu pour le remplacer et terminer les quelques mois restant avant la fin de son mandat, par 26 voix sur 47 dès le premier tour. La majorité était pourtant alors divisée puisque l'ancien 1er vice-président qui exerçait jusqu'alors l'intérim, Bernard Stoessel, ex-président du MoDem du Haut-Rhin jusqu'en janvier 2009, puis depuis fin 2009 coordinateur régional de l'Alliance centriste de Jean Arthuis, s'était également porté candidat, recueillant 4 suffrages. De plus, également en septembre 2009, le groupe centriste, qui jusqu'à présent était resté uni et persistait au sein d'un intergroupe avec l'UMP, se scinde entre cinq membres se maintenant dans cet intergroupe sous le nom de « groupe Majorité Zellerienne » (René Danési, Jean-Jacques Fritz, Monique Jung, Bernard Stoessel et Danielle Traber) et 2 formant un groupe MoDem (Danièle Meyer et Odile Uhlrich-Mallet).
Privée de sa tête de liste désignée, Adrien Zeller, et de sa capacité de rassemblement à droite et au centre, l'UMP organise du 17 au 25 octobre 2009 des primaires en Alsace pour désigner son nouveau chef de file dans la région. Seul candidat, le sénateur du Bas-Rhin Philippe Richert est finalement choisi sans problème le 25 octobre et il est officiellement investi comme tête de liste pour la Majorité présidentielle lors du conseil national de son parti le 28 novembre 2008,. La majorité sortante UMP - ex-UDF part néanmoins divisée alors qu'elle était unie en 2004 dès le premier tour. La liste « Majorité alsacienne », telle que présentée le 28 janvier 2010, comprend trois des cinq membres du groupe « Majorité Zellerienne » (René Danési en 8e position dans le Haut-Rhin, Monique Jung en 10e et Jean-Jacques Fritz en 17e dans le Bas-Rhin) tout en revendiquant symboliquement l'héritage d'Adrien Zeller en présentant sa veuve, Huguette Zeller, en 6e place dans le Bas-Rhin, et en laissant une place à La Gauche moderne de Jean-Marie Bockel avec les adjoints de ce dernier à la mairie de Mulhouse Chantal Risser et Hakim Mahzoul, respectivement en 3e et 12e positions dans le Haut-Rhin. Mais, le 8 janvier 2010, l'ancien président par intérim Bernard Stoessel, fondateur du mouvement Force centriste Alsace et coordinateur régional de l'Alliance centriste, annonce qu'il conduira une liste centriste lors des élections régionales, avant de renoncer le 11 février en raison des mauvais sondages et du coût financier que représenterait un échec. Concernant le MoDem, seule une des deux élues sortantes de ce parti décide de se représenter, Odile Uhlrich-Mallet, qui prend la tête dans le Haut-Rhin d'une liste menée régionalement et dans le Bas-Rhin par l'ancien secrétaire national des Verts Yann Wehrling, Danièle Meyer pour sa part annonçant ne pas briguer un nouveau mandat dès décembre 2009,.
La gauche pour sa part s'avance tout aussi divisée. Alors qu'ils avaient fait liste commune dès le premier tour en 2004, le PS et les Verts forment cette fois-ci des listes séparées. Celle du premier est encore une fois dirigée par Jacques Bigot, le chef de fait de l'opposition socialiste sur la scène régionale, position renforcée par son accession en 2008 à la présidence de la Communauté urbaine de Strasbourg. Lui-aussi tend à mettre en avant une certaine proximité avec la tradition centriste de la région telle qu'incarnée par la personnalité d'Adrien Zeller, déclarant que celui-ci « acceptait qu'on dise qu'il était de centre-gauche » ou en présentant en deuxième place dans le Bas-Rhin Dominique Hoeffel, fille de l'ancien sénateur centriste puis UMP Daniel Hoeffel. La liste Europe Écologie est quant-à-elle menée par le président du groupe des Verts au conseil régional, Jacques Fernique. Elle a de plus réussi le rassemblement de la quasi-totalité de la famille écologiste dans la région puisqu'elle a été rejointe par l'Alliance écologiste indépendante (AEI) et donc en son sein le Mouvement écologiste indépendant (MEI) d'Antoine Waechter, toujours un réservoir important de voix en Alsace puisque ce dernier, seul, avait réuni 7,4 % des voix lors des régionales de 2004. Ils font également campagne en direction du centre, en se présentant simplement comme une « liste écologiste », hors de toute « querelle théologique » entre droite et gauche), ou en admettant que : « Nous avons toujours travaillé en bonne intelligence avec Adrien Zeller ». Fort d'une certaine dynamique, les écologistes semblent ainsi en bonne position. Un sondage IFOP réalisé pour Paris Match, Public Sénat et le quotidien L'Alsace au début du mois de février 2010 place Europe Écologie de Jacques Fernique en deuxième place au premier tour avec 21 % des intentions de vote, derrière l'UMP de Philippe Richert qui obtiendrait 34 % des suffrages mais devant le PS de Jacques Bigot à 18 %, mais remporterait de peu une triangulaire au second tour en prenant la tête d'une liste d'union avec les socialistes par 44 % des voix contre 43 % à la liste Richert et 13 % au FN.
À « gauche de la gauche » ou à l'extrême gauche, le Front de gauche, unissant le PCF, le Parti de gauche, la Gauche unitaire mais aussi le PCOF, les Alternatifs et Coordination communiste, se présente sous le nom d’« Ensemble pour une Alsace à gauche » et est conduit par trois têtes de liste : Jean-Yves Causer (Les Alternatifs, maître de conférences en sociologie à l'université de Strasbourg) est le chef de file régional et en deuxième position dans le Haut-Rhin, Jean-Luc Muller (Gauche unitaire et ancien de la LCR) est en première place dans le Bas-Rhin et Aline Parmentier (membre du conseil national du PCF) mène la liste dans le Haut-Rhin. Le NPA se lance dans la campagne le 30 janvier 2009 et est mené par Yvan Zimmermann, ouvrier et syndicaliste de l'usine PSA de Mulhouse qui était déjà tête de liste pour le mouvement dans la circonscription Est lors des élections européennes de juin 2009, il avait alors réuni 5,64 % des suffrages exprimés. Un autre militant syndical de PSA Mulhouse, Julien Wostyn, déjà candidat aux municipales de 2008 à Mulhouse, prend la tête régionale de la liste de Lutte ouvrière en étant secondé par Roland Robert, ouvrier chez General Motors, dans le Bas-Rhin, et Nathalie Mulot, agent territorial à Mulhouse Alsace Agglomération.
À « droite de la droite » ou à l'extrême droite, on retrouve les listes désormais traditionnelles du parti régionaliste et identitaire Alsace d'abord et du FN. Le premier est mené par son président et ancien conseiller régional de 1992 à 2004 Jacques Cordonnier. Il lance sa campagne dès le mois d'août 2009. Le second est porté, comme en 2004, par Patrick Binder, chef de file du groupe au conseil régional depuis 1999 et conseiller municipal de Mulhouse

## Candidats

### Toutes les têtes de liste du premier tour
- LO Lutte ouvrière : Julien Wostyn[26], ouvrier et syndicaliste CGT de PSA-Mulhouse.
- NPA Tout changer, rien lâcher! : Yvan Zimmermann, ouvrier et syndicaliste CGT de PSA-Mulhouse.
- FG (PCF, PG, GU, PCOF, les Alternatifs, Coordination communiste) Ensemble pour une Alsace à gauche, solidaire, écologique et citoyenne : Jean-Yves Causer (Les Alternatifs), maître de conférence en Sociologie à l'Université de Strasbourg
- PS Liste Rassemblement soutenue par le Parti Socialiste : Jacques Bigot, conseiller régional sortant, maire d'Illkirch-Graffenstaden et président de la Communauté urbaine de Strasbourg
- Écologie sociale, solidaire et décroissante : Manuel Santiago, responsable de centre socioculturel à Strasbourg, militant du Mouvement de la paix.
- EÉ-AEI Europe Écologie Alsace : Jacques Fernique (Verts), conseiller régional sortant, conseiller municipal de Geispolsheim (Bas-Rhin)[27].
- MoDem Alsace démocrate : Yann Wehrling, dessinateur et ancien secrétaire national des Verts [28].
- Divers droite-Alliance centriste www.alsace-notre-terre.fr - Le centre droit : la vraie alternative : Patrick Striby, dépositaire de la marque « Alliance centriste » mais en rupture avec Jean Arthuis, ancien candidat UDF-MoDem dans la 4e circonscription du Haut-Rhin aux législatives de 2007.
- Majorité présidentielle Majorité alsacienne, avec Philippe Richert « L'Alsace passionnément » : Philippe Richert[15] (UMP), sénateur du Bas-Rhin et questeur du Sénat.
- Alsace d'abord Mouvement Régionaliste Alsacien : Alsace d'abord! « Redonnons un avenir à l'Alsace » : Jacques Cordonnier[29], ancien conseiller régional
- FN Pour une région enracinée Liste Front national : Patrick Binder, conseiller régional sortant et conseiller municipal de Mulhouse (Haut-Rhin)[30]

### Attitudes entre les deux tours
Seuls la Majorité présidentielle, le PS, EÉ-AEI et le FN ont obtenu plus de 10 % des suffrages et peuvent donc éventuellement se maintenir au second tour. Les listes Richert et Binder s'avancent inchangées. Comme dans toutes les autres régions sauf en Bretagne, Jacques Bigot et Jacques Fernique fusionnent leur liste dès le 15 mars 2010 : la direction régionale et les têtes de liste départementales restent celles du PS au premier tour, tandis qu'Europe Écologie obtient 11 noms sur 25 dont quatre parmi les dix premiers, et les 2e (Andrée Buchmann) et 3e (Jacques Fernique) places, dans le Bas-Rhin, et 9 candidats sur 20 dont 5 parmi les dix premiers, et également les 2e (Djamila Sonzogni) et 3e (Antoine Waechter) positions, dans le Haut-Rhin.
Aucune des sept autres listes n'a passé la barre des 5 % nécessaire pour fusionner, et ne peuvent donc se contenter que de consignes de vote :
- en faveur de la liste Bigot : le FG et alliés de Jean-Yves Causer ; Écologie sociale, solidaire et décroissante de Manuel Santiago,
- libre choix entre l'abstention ou la liste Bigot : LO de Julien Wostyn.
- formations divisées : au NPA, la tête de liste régionale Yvan Zimmermann ne donne aucune consigne, estimant que : « Si le PS veut les voix du NPA, c'est à lui d'aller chercher les électeurs. Il faut qu'il se prononce clairement sur la question des retraites, sur l'interdiction des licenciements et sur l'augmentation des salaires. Notre appel à nous est plutôt pour la mobilisation sociale du 23 mars, car c'est dans la rue que se mènent les luttes », tandis que la fédération du Bas-Rhin appelle clairement « à infliger la défaite la plus importante possible aux listes soutenues par la droite et l'extrême-droite - et notamment en Alsace, région dirigée par l'UMP » ; au MoDem, les têtes de liste Yann Wehrling et Odile Uhlrich-Mallet lancent des propositions et une lettre ouverte aux trois listes en lice, en ajoutant : « Libre à elles, si elles veulent vous convaincre de voter pour elles, d’y répondre », mais plusieurs personnalités, dont le vice-président de la fédération du Bas-Rhin Jacques Bon, se prononcent pour Philippe Richert.
- aucune consigne : Alsace d'abord de Jacques Cordonnier « propose à [ses] électeurs d'analyser les programmes à la lumière de plusieurs points importants : la fusion des collectivités, la relocalisation des entreprises et la défense du concordat », tandis que le chef du mouvement régionaliste estime que l'appel de Patrick Binder lancé à cet électorat pour voter pour lui ne sera pas suivi ; enfin la liste de centre droit de Patrick Striby, après avoir hésité à appeler au vote blanc, finit lui aussi par ne donner aucune consigne tout en déclarant attendre « avec un grand intérêt la position du sénateur Richert sur la mise en place d'un statut fiscal dérogatoire pour l'Alsace » pour se déterminer à titre personnel à voter pour la droite.

### Têtes de liste au second tour

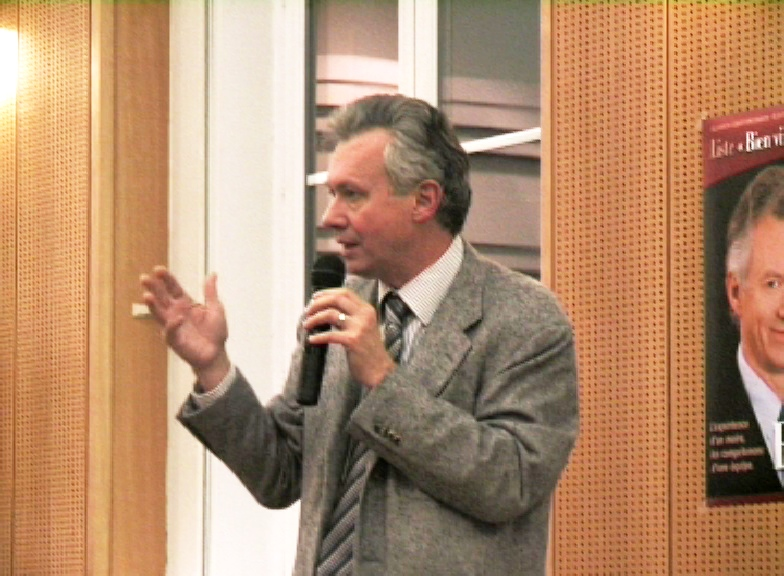
Jacques Bigot Fusion des listes PS et Europe Écologie Alsace
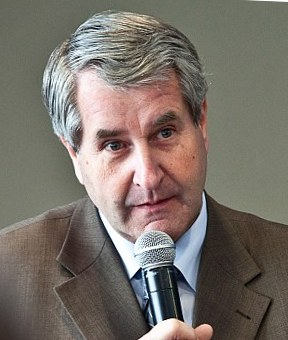
Philippe Richert Majorité présidentielle
Patrick Binder FN

### Têtes de liste départementale
| Listes | Listes | Bas-Rhin             | Haut-Rhin              |
| ------ | ------ | -------------------- | ---------------------- |
|        | LO     | Roland Robert        | Nathalie Mulot         |
|        | NPA    | Aurélie Vani         | Yvan Zimmermann        |
|        | PCF    | Jean-Luc Muller (GU) | Aline Parmentier (PCF) |
|        | PS     | Jacques Bigot        | Antoine Homé           |
|        | ECO    | Stéphanie Thuillier  | Jean-Pierre Frick      |
|        | Verts  | Jacques Fernique     | Djamila Sonzogni       |
|        | MoDem  | Yann Wehrling        | Odile Uhlrich-Mallet   |
|        | AC     | Colette Schildknecht | Patrick Striby         |
|        | UMP    | Philippe Richert     | Arlette Grosskost      |
|        | FN     | Christian Cotelle    | Patrick Binder         |
|        | ADA    | Jacques Cordonnier   | Agnès Harnist          |

## Sondages
Avertissement : Les résultats des intentions de vote ne sont que la mesure actuelle des rapports de forces politiques. Ils ne sont en aucun cas prédictifs du résultat des prochaines élections.
La marge d'erreur de ces sondages est de 4,5 % pour 500 personnes interrogées, 3,2 % pour 1000, 2,2 % pour 2000 et 1,6 % pour 4000.

### Premier tour
| Sondeur    | Date           | Panel | LO     | NPA        | PCF    | PS    | ECO      | Verts    | MoDem    | AC       | AC     | UMP     | FN     | ADA        |
| Sondeur    | Date           | Panel | Wostyn | Zimmermann | Causer | Bigot | Santiago | Fernique | Wehrling | Stoessel | Stirby | Richert | Binder | Cordonnier |
| ---------- | -------------- | ----- | ------ | ---------- | ------ | ----- | -------- | -------- | -------- | -------- | ------ | ------- | ------ | ---------- |
| Sondeur    | Date           | Panel |        |            |        |       |          |          |          |          |        |         |        |            |
| OpinionWay | 8 mars 2010    | 1 000 | 2      | 1          | 1      | 19    | 2        | 18       | 5        | ---      | 2      | 36      | 10     | 4          |
| TNS Sofres | 6 mars 2010    | 700   | 2      | 2          | 2      | 17    | 2        | 17       | 4        | ---      | 1      | 41      | 9      | 3          |
| CSA        | 1er mars 2010  | 801   | 2      | 2          | 2      | 19    | 4        | 15       | 5        | ---      | 1      | 34      | 12     | 5          |
| Ifop       | 3 février 2010 | 803   | 2      | 2,5        | 1,5    | 18    | ---      | 21       | 4        | 2        | ---    | 33      | 11     | 4          |

### Second tour
| Institut   | Date           | Échantillon | PS-Verts | PS-Verts | UMP     | FN     | NSP |
| Institut   | Date           | Échantillon | Bigot    | Fernique | Richert | Binder | NSP |
| ---------- | -------------- | ----------- | -------- | -------- | ------- | ------ | --- |
| Institut   | Date           | Échantillon |          |          |         |        | NSP |
| TNS-Sofres | 17 mars 2010   | 700         | 43,5     | ---      | 43,5    | 13     | --- |
| OpinionWay | 16 mars 2010   | ---         | 43,5     | ---      | 43,5    | 13     | --- |
| CSA        | 16 mars 2010   | 793         | 44       | ---      | 43      | 13     | 51  |
| OpinionWay | 8 mars 2010    | 1000        | ---      | 43       | 46      | 11     | --- |
| OpinionWay | 8 mars 2010    | 1000        | 44       | ---      | 45      | 11     | --- |
| OpinionWay | 8 mars 2010    | 1000        | ---      | 47       | 53      | ---    | --- |
| OpinionWay | 8 mars 2010    | 1000        | 48       | ---      | 52      | ---    | --- |
| TNS-Sofres | 6 mars 2010    | 700         | ---      | 42       | 49      | 9      | --- |
| TNS-Sofres | 6 mars 2010    | 700         | 44       | ---      | 47      | 9      | --- |
| TNS-Sofres | 6 mars 2010    | 700         | ---      | 45       | 55      | ---    | --- |
| TNS-Sofres | 6 mars 2010    | 700         | 47       | ---      | 53      | ---    | --- |
| CSA        | 1er mars 2010  | 801         | ---      | 46       | 42      | 12     | 47  |
| CSA        | 1er mars 2010  | 801         | 46       | ---      | 41      | 13     | 46  |
| CSA        | 1er mars 2010  | 801         | ---      | 53       | 47      | ---    | 49  |
| CSA        | 1er mars 2010  | 801         | 55       | ---      | 45      | ---    | 47  |
| Ifop       | 3 février 2010 | 803         | ---      | 44       | 43      | 13     | --- |
| Ifop       | 3 février 2010 | 803         | 41       | ---      | 44      | 15     | --- |

### Notoriété
En décembre 2009, selon un sondage LH2, seulement 11 % des habitants de l'Alsace citent spontanément
André Reichardt lorsqu'on leur demande le nom de leur président de région, ce qui en fait le troisième chef d'exécutif régional le plus méconnu après François Bonneau dans le Centre et Daniel Percheron dans le Nord-Pas-de-Calais. Mais ce chiffre doit être relativisé, dans le sens où André Reichardt n'est à la tête du conseil régional que depuis septembre 2009 et pour quelques mois seulement.

### Thèmes prioritaires
Le même sondage LH2 de décembre 2009 classe ainsi, en fonction du choix des personnes interrogées, les thèmes de campagne privilégiés par ces derniers :
- la protection de l’environnement et l’amélioration du cadre de vie : 58 %,
- le financement et la mise en œuvre de la formation professionnelle et de l’apprentissage : 41 %,
- le développement économique et l’aide aux entreprises : 35 %,
- la construction et la rénovation des lycées : 24 %,
- le développement des infrastructures de transports ferroviaires notamment TER : 16 %,
- autre : 2 %,
- ne se prononcent pas : 4 %.

## Résultats

### Alsace
| Tête de liste Étiquette politique (partis et alliances) | Tête de liste Étiquette politique (partis et alliances)    | Premier tour | Premier tour | Second tour | Second tour | Sièges | Sièges |  |
| Tête de liste Étiquette politique (partis et alliances) | Tête de liste Étiquette politique (partis et alliances)    | Voix         | %            | Voix        | %           | Nombre | %      |  |
| ------------------------------------------------------- | ---------------------------------------------------------- | ------------ | ------------ | ----------- | ----------- | ------ | ------ |  |
|                                                         | Philippe Richert sortant Union pour un mouvement populaire | 181 705      | 34,94        | 284 595     | 46,16       | 28     | 59,57  |  |
|                                                         | Jacques Bigot Parti socialiste                             | 98 629       | 18,97        | 242 114     | 39,27       | 14     | 29,79  |  |
|                                                         | Jacques Fernique Les Verts                                 | 81 117       | 15,60        | 242 114     | 39,27       | 14     | 29,79  |  |
|                                                         | Patrick Binder Front national                              | 70 173       | 13,49        | 89 832      | 14,57       | 5      | 10,64  |  |
|                                                         | Jacques Cordonnier Alsace d'abord                          | 25 906       | 4,98         |             |             |        |        |  |
|                                                         | Yann Wehrling Mouvement démocrate                          | 23 073       | 4,44         |             |             |        |        |  |
|                                                         | Jean-Yves Causer Parti communiste français                 | 9 712        | 1,87         |             |             |        |        |  |
|                                                         | Yvan Zimmermann Nouveau parti anticapitaliste              | 8 550        | 1,64         |             |             |        |        |  |
|                                                         | Manuel Santiago Divers écologiste                          | 8 376        | 1,61         |             |             |        |        |  |
|                                                         | Patrick Striby Alliance centriste                          | 8 303        | 1,60         |             |             |        |        |  |
|                                                         | Julien Wostyn Lutte ouvrière                               | 4 481        | 0,86         |             |             |        |        |  |
|                                                         |                                                            |              |              |             |             |        |        |  |
| Inscrits                                                | Inscrits                                                   | 1 248 887    | 100,00       | 1 248 892   | 100,00      |        |        |  |
| Abstentions                                             | Abstentions                                                | 707 359      | 56,64        | 610 883     | 48,91       |        |        |  |
| Votants                                                 | Votants                                                    | 541 528      | 43,36        | 638 009     | 51,09       |        |        |  |
| Blancs et nuls                                          | Blancs et nuls                                             | 21 503       | 3,97         | 21 468      | 3,36        |        |        |  |
| Exprimés                                                | Exprimés                                                   | 520 025      | 96,03        | 616 541     | 96,64       |        |        |  |

### Analyse
Le premier tour en Alsace est marqué par plusieurs tendances :
La force de la droite parlementaire, qui dispose de plus d'un tiers des suffrages exprimés et qui peut « séduire les électeurs du MoDem », semble toujours importante. La liste PS réalise un score mitigé, avec près de 19 % des voix, soit légèrement moins qu'au premier tour de 2004 au cours duquel il était toutefois à l'époque associé aux Verts.
Juste après, le Front National, comme cinq ans auparavant, passe la barre des 10 % et se qualifie pour une triangulaire. Loin derrière, Alsace d'abord, un parti de droite identitaire et régionaliste, a presque atteint les 5 % permettant la fusion au deuxième tour (4,98 %).
Au second tour, l'Alsace reste la seule région à droite en France métropolitaine. La liste de Philippe Richert (Majorité alsacienne UMP-NC-GM) arrive assez largement en tête, sans obtenir la majorité absolue en nombre d'électeurs, avec 46,16 % des suffrages exprimés et 28 sièges sur 47, soit2,6 points et un élu de plus qu'en 2004. On peut donc remarquer que les voix d'Alsace d'abord et du MoDem se sont plutôt reportées sur la droite que sur la gauche. Le PS, qui s'est allié entre les deux tours avec Europe Écologie, améliore lui aussi légèrement son score du précédent scrutin régional (39,27 % et 14 conseillers régionaux contre 34,44 % et 12 élus précédemment) mais reste toutefois distancé par la majorité sortante malgré plusieurs sondages donnant un résultat plus serré. Le FN, enfin, divise son score de 2004 par 1,5, passant de 22 % à 14,57 % des voix et de huit à cinq sièges.
La liste Bigot l'emporte dans les trois grandes agglomérations alsaciennes : Strasbourg (54,2 % pour Bigot), Mulhouse (47 %) et même Colmar. La gauche arrive également en tête dans certaines villes moyennes, comme Sélestat, dans certains cantons vosgiens (Saales, Schirmeck ou Sainte-Marie-aux-Mines) et dans plusieurs cantons de la Communauté urbaine de Strasbourg. La droite l'emporte dans les zones rurales et dans plusieurs petites ou moyennes villes, comme Haguenau, Wissembourg ou Saverne. Le FN obtient, quant à lui, de bon scores à Mulhouse et dans plusieurs cantons ruraux : Niederbronn-les-Bains (18,59 %), Mulhouse-Nord (21,20 %), Mulhouse-Ouest (19,08 %), Neuf-Brisach (19,19 %), Masevaux (20,25 %) et Saint-Amarin (22,88 %), mais réalise de mauvais résultats à Strasbourg (7,86 %).
Globalement, la Majorité alsacienne doit son bon score au département du Bas-Rhin (48,12 %, 43,25 % dans le Haut-Rhin). La gauche à un score presque identique dans les deux départements (respectivement 39,24 % et 39,31 %). Le FN doit son score au sud de l'Alsace (17,44 %), alors qu'au nord, il n'obtient que 12,64 % .

### Départementaux

#### Bas-Rhin
| Tête de liste  | Tête de liste        | Liste                | Premier tour | Premier tour | Second tour | Second tour | Sièges | Sièges |
| Tête de liste  | Tête de liste        | Liste                | Voix         | %            | Voix        | %           | #      | %      |
| -------------- | -------------------- | -------------------- | ------------ | ------------ | ----------- | ----------- | ------ | ------ |
|                | Philippe Richert*    | UMP-NC               | 120 991      | 38,65        | 177 318     | 48,12       | 18     | 62,07  |
|                | Jacques Bigot        | PS-PRG-MRC           | 62 869       | 20,08        | 144 608     | 39,24       | 8      | 27,59  |
|                | Jacques Fernique     | Verts-MEI-Cap21-UL   | 46 435       | 14,83        | 144 608     | 39,24       | 8      | 27,59  |
|                | Christian Cotelle    | FN                   | 36 824       | 11,76        | 46 572      | 12,64       | 3      | 10,34  |
|                | Jacques Cordonnier   | ADA-BI               | 13 665       | 4,37         |             |             |        |        |
|                | Yann Wehrling        | MoDem                | 12 989       | 4,15         |             |             |        |        |
|                | Jean-Luc Muller      | PCF-Alternatifs-PCOF | 5 150        | 1,65         |             |             |        |        |
|                | Marcel Wolff         | NPA                  | 4 335        | 1,38         |             |             |        |        |
|                | Stéphanie Thuillier  | ECO                  | 4 298        | 1,37         |             |             |        |        |
|                | Colette Schildknecht | AC                   | 3 132        | 1,00         |             |             |        |        |
|                | Roland Robert        | LO                   | 2 347        | 0,75         |             |             |        |        |
|                |                      |                      |              |              |             |             |        |        |
| Inscrits       | Inscrits             | Inscrits             | 732 837      | 100,00       | 732 837     | 100,00      |        |        |
| Abstention     | Abstention           | Abstention           | 408 598      | 55,76        | 353 159     | 48,19       |        |        |
| Votants        | Votants              | Votants              | 324 239      | 44,24        | 379 628     | 51,81       |        |        |
| Blancs et nuls | Blancs et nuls       | Blancs et nuls       | 11 204       | 3,46         | 11 130      | 2,93        |        |        |
| Exprimés       | Exprimés             | Exprimés             | 313 035      | 96,54        | 368 498     | 97,07       |        |        |

* liste du président sortant

#### Haut-Rhin
| Tête de liste  | Tête de liste        | Liste                | Premier tour | Premier tour | Second tour | Second tour | Sièges | Sièges |
| Tête de liste  | Tête de liste        | Liste                | Voix         | %            | Voix        | %           | #      | %      |
| -------------- | -------------------- | -------------------- | ------------ | ------------ | ----------- | ----------- | ------ | ------ |
|                | Arlette Grosskost *  | UMP-NC               | 60 714       | 29,33        | 107 258     | 43,25       | 10     | 55,56  |
|                | Antoine Homé         | PS-PRG-MRC           | 35 760       | 17,28        | 97 505      | 39,31       | 6      | 33,33  |
|                | Djamila Sonzogni     | Verts-MEI-Cap21-UL   | 34 682       | 16,76        | 97 505      | 39,31       | 6      | 33,33  |
|                | Patrick Binder       | FN                   | 33 349       | 16,11        | 43 260      | 17,44       | 2      | 11,11  |
|                | Agnès Harnist        | ADA-BI               | 12 241       | 5,91         |             |             |        |        |
|                | Odile Uhlrich-Mallet | MoDem                | 10 084       | 4,87         |             |             |        |        |
|                | Patrick Striby       | AC                   | 5 171        | 2,50         |             |             |        |        |
|                | Aline Parmentier     | PCF-Alternatifs-PCOF | 4 562        | 2,20         |             |             |        |        |
|                | Aurélie Vani         | NPA                  | 4 215        | 2,04         |             |             |        |        |
|                | Jean-Pierre Frick    | ECO                  | 4 078        | 1,97         |             |             |        |        |
|                | Nathalie Mulot       | LO                   | 2 134        | 1,03         |             |             |        |        |
|                |                      |                      |              |              |             |             |        |        |
| Inscrits       | Inscrits             | Inscrits             | 516 050      | 100,00       | 516 105     | 100,00      |        |        |
| Abstention     | Abstention           | Abstention           | 298 761      | 57,89        | 257 624     | 49,92       |        |        |
| Votants        | Votants              | Votants              | 217 289      | 42,11        | 258 481     | 50,08       |        |        |
| Blancs et nuls | Blancs et nuls       | Blancs et nuls       | 10 299       | 4,74         | 10 458      | 4,05        |        |        |
| Exprimés       | Exprimés             | Exprimés             | 206 990      | 95,26        | 248 023     | 95,95       |        |        |

* liste du président sortant